# Liste der denkmalgeschützten Objekte in Inzing
Die Liste der denkmalgeschützten Objekte in Inzing enthält die 15 denkmalgeschützten, unbeweglichen Objekte der Tiroler Gemeinde Inzing.

## Denkmäler
| Foto  |                 | Denkmal                                                                                      | Standort                                      | Beschreibung | Metadaten |
| ----- | --------------- | -------------------------------------------------------------------------------------------- | --------------------------------------------- | --- | --- |
| ja    | Datei hochladen | Kapelle Gigglberg HERIS-ID: 108891 Objekt-ID: 126423 TKK: 66996                              | südlich Gigglberg 1 Standort KG: Inzing       | Die gemauerte, einjochige Kapelle mit leicht eingezogenem Rundchor, steilem geschweiftem Satteldach und Dachreiter wurde 1785 erbaut. Im Giebelfeld der Eingangsfassade befindet sich eine Darstellung des Guten Hirten in Rocaillerahmung. Der Innenraum ist mit klassizistischen Gesimsen und ionischen Pilastern gegliedert. | BDA-Hist.: Q37813718 Status: § 2a Stand der BDA-Liste: 2025-06-30 Name: Kapelle Gigglberg GstNr.: 1475/1                                                        |
| ja    | Datei hochladen | Brunnen hl. Johannes Nepomuk HERIS-ID: 108904 Objekt-ID: 126440 TKK: 67012                   | gegenüber Hauptstraße 30 Standort KG: Inzing  | Der Brunnen besteht aus einem rechteckigen Steintrog von 1875 und einer hölzernen Brunnensäule mit einer barocken Statue des hl. Johannes Nepomuk unter einem achteckigen Kuppelblechdach. | BDA-Hist.: Q37813737 Status: § 2a Stand der BDA-Liste: 2025-06-30 Name: Brunnen hl. Johannes Nepomuk GstNr.: 2409                                               |
| ja BW | Datei hochladen | Rangger-Kapelle, Franzosenkapelle HERIS-ID: 108806 Objekt-ID: 126337 TKK: 66986              | vor Hauptstraße 68d Standort KG: Inzing       | Die gemauerte, einjochige Kapelle mit eingezogenem Rundbogenchor, gestelztem dreieckigem Blendgiebel, Putzgliederung und Satteldach über einer Hohlkehle wurde 1848 erbaut. Im Giebelfeld der Eingangsfassade befindet sich eine gemalte Inschrift. | BDA-Hist.: Q37813537 Status: § 2a Stand der BDA-Liste: 2025-06-30 Name: Rangger-Kapelle, Franzosenkapelle GstNr.: .674                                          |
| ja    | Datei hochladen | Bauernhaus Bot oder Box HERIS-ID: 60135 Objekt-ID: 72051 TKK: 67039                          | Hof 4 Standort KG: Inzing                     | Der längsgeteilte Einhof mit Seitenflurgrundriss wurde nach einem Großbrand 1797 neu gebaut. Der zweigeschoßige Bau mit flachem Satteldach und reich geschnitztem Bundwerkgiebel ist in Mischbauweise ausgeführt. Der Wohnteil besteht aus verputztem Mauerwerk mit barocker Architekturmalerei, einem barocken Kruzifix und Freskenmedaillons mit den hll. Florian und Georg aus dem 19. Jahrhundert. Der westlich anschließende Wirtschaftsteil ist über dem gemauerten Stall in Ständerbauweise ausgeführt. Im Inneren haben sich ein barockes Tonnengewölbe und eine getäfelte Stube von 1863 erhalten. | BDA-Hist.: Q38090377 Status: Bescheid Stand der BDA-Liste: 2025-06-30 Name: Bauernhaus Bot oder Box GstNr.: 2700/2                                              |
| ja    | Datei hochladen | Bauernhof Wanner HERIS-ID: 41696 Objekt-ID: 42247 TKK: 67041                                 | Hof 7 Standort KG: Inzing                     | Der längsgeteilte Einhof mit Seitenflurgrundriss stammt im Kern aus dem späten 15. Jahrhundert. Der breit gelagerte Mittertennhof mit Satteldach und Bundwerkgiebel ist in Mischbauweise ausgeführt. Wohnteil und Stall sind gemauert, der Wirtschaftsteil wurde in Riegelbauweise errichtet. An der Fassade finden sich Reste von Architekturmalerei (Eckquaderung) und übertünchte, ursprünglich spätbarocke Fassadenmalereien. Im Inneren haben sich ein stichkappengwölbter Mittelflur, eine stichkappengewölbte ehemalige Rauchküche und eine getäfelte Stube von 1940 erhalten. Das Haus ist das Geburtshaus des Innsbrucker Hofmalers Jörg Kölderer. Auf diesem Hof wurde von Benedikt Kuby „Der Bauer bleibst du“ gedreht (2013). Dieser Film porträtiert den Bauern Heinz Wanner, der nach ca. 400 Jahren in Familienbesitz den Hof in befreundete Hände gibt. | BDA-Hist.: Q38002286 Status: Bescheid Stand der BDA-Liste: 2025-06-30 Name: Bauernhof Wanner GstNr.: 1918/2 Bauernhof Wanner, Inzing                            |
| ja    | Datei hochladen | Kath. Pfarrkirche hl. Petrus und Friedhof HERIS-ID: 97697 Objekt-ID: 113513 TKK: 19516       | neben Kirchgasse 5 Standort KG: Inzing        | Die spätbarocke Kirche mit geradem Chorschluss, östlichem Sakristeianbau und schlankem Nordturm wurde 1777–1779 erbaut. Die Fassaden sind durch reiche Architekturmalerei mit Pilastern und Fensterrahmungen gegliedert. An der dreiachsigen Westfassade mit Dreieckgiebel befinden sich ein Rundbogenportal und eine Figurennische mit einer Statue des hl. Petrus aus dem vierten Viertel des 18. Jahrhunderts. Der Innenraum weist zwei querrechteckige Langhausjoche mit Flachkuppelwölbung, breite Wandpfeiler mit Pilastergliederung und einen korbbogigen Gurtbogen auf. Langhaus und Chor sind mit Rokokostuckaturen von Johannes Graßmayr versehen. Die Deckenmalereien wurden 1779 von Anton Kirchebner begonnen und nach dessen Tod von seinen Söhnen Franz Xaver Kirchebner und Josef Anton Kirchebner vollendet. Der von einer Mauer umgebene Friedhof um die Kirche wurde zugleich mit dieser angelegt. In ihm befinden sich die Friedhofskapelle von 1957 und ein Kriegerdenkmal von 1923. | BDA-Hist.: Q37770203 Status: § 2a Stand der BDA-Liste: 2025-06-30 Name: Kath. Pfarrkirche hl. Petrus und Friedhof GstNr.: .103, 35, 34, 38/3 Pfarrkirche Inzing |
| ja    | Datei hochladen | Widum HERIS-ID: 108805 Objekt-ID: 126336 TKK: 19517                                          | Kirchgasse 5 Standort KG: Inzing              | Der mächtige dreigeschoßige Barockbau mit Walmdach wurde im 18. Jahrhundert errichtet. Die Eingangsfassade weist eine geputzte Architekturgliederung aus dem 19. Jahrhundert, eine Sonnenuhr und ein Rundbogenportal auf. Das Widum ist von einer Umfassungsmauer mit gemauerten Pfeilern aus dem 18. Jahrhundert umgeben. | BDA-Hist.: Q37813518 Status: § 2a Stand der BDA-Liste: 2025-06-30 Name: Widum GstNr.: .104 Widum Inzing                                                         |
| ja    | Datei hochladen | Schlössl HERIS-ID: 41744 Objekt-ID: 42309 TKK: 67031                                         | Kirchgasse 14 Standort KG: Inzing             | Der Ansitz neben der Kirche geht bis in die zweite Hälfte des 13. Jahrhunderts zurück. Es soll sich dabei um den Turm der Herren von Eben handeln, der anschließend im Besitz der Pitrich, der Herren von Völs und ab 1775 in bäuerlichem Besitz war. Der Bau besteht aus einem dreigeschoßigen, rechteckigen Wohnteil sowie einem Nord- und einem Südturm. Im 19. Jahrhundert wurde er im Sinne der Romantik mit Zinnen und Schießscharten versehen und 1921–1923 umgebaut. Im Westturm hat sich ein Treppenhaus in Formen des 17. Jahrhunderts erhalten, Freskenreste im südlich anschließenden Teil stammen ebenfalls aus dem 17. Jahrhundert. | BDA-Hist.: Q38002525 Status: Bescheid Stand der BDA-Liste: 2025-06-30 Name: Schlössl GstNr.: .98                                                                |
| ja    | Datei hochladen | Bauernhaus, Heimatmuseum HERIS-ID: 55603 Objekt-ID: 64327 TKK: 67026                         | Kohlstatt 5 Standort KG: Inzing               | Das dreigeschoßige, ehemalige Doppelwohnhaus mit Satteldach stammt im Kern aus der ersten Hälfte des 17. Jahrhunderts, der Bundwerkgiebel wurde 1718 geschaffen. Die beiden unteren Geschoße sind in Bruchsteinmauerwerk, das obere Geschoß in Holzbauweise aufgeführt. Die vordere Firstseite ist aufgrund des Straßenverlaufs durch Knicke abgeschrägt und mit einfacher Putzgliederung gestaltet. | BDA-Hist.: Q38066534 Status: § 2a Stand der BDA-Liste: 2025-06-30 Name: Bauernhaus, Heimatmuseum GstNr.: .113/4                                                 |
| ja    | Datei hochladen | Kapelle hl. Johannes Nepomuk HERIS-ID: 108810 Objekt-ID: 126341 TKK: 66989                   | Krippenweg 2, in der Nähe Standort KG: Inzing | Der gemauerte offene Kapellenbildstock mit abgerundeter Rückseite wurde um 1800 errichtet. In der Nische befindet sich eine Barockfigur des hl. Johannes Nepomuk. | BDA-Hist.: Q37813571 Status: § 2a Stand der BDA-Liste: 2025-06-30 Name: Kapelle hl. Johannes Nepomuk GstNr.: 2034                                               |
| ja    | Datei hochladen | Kapelle hl. Johannes Nepomuk, Johanneskapelle HERIS-ID: 108807 Objekt-ID: 126338 TKK: 66987  | Ranggergasse Standort KG: Inzing              | Der gemauerte Kapellenbildstock mit Satteldach stammt aus der zweiten Hälfte des 18. Jahrhunderts. Die Nische beherbergt hinter einem Schmiedeeisengitter von 1968 eine fast lebensgroße polychrome Vollplastik des hl. Johannes Nepomuk aus der Zeit um 1800. | BDA-Hist.: Q37813555 Status: § 2a Stand der BDA-Liste: 2025-06-30 Name: Kapelle hl. Johannes Nepomuk, Johanneskapelle GstNr.: 2556                              |
| ja    | Datei hochladen | Laufbrunnen HERIS-ID: 108905 Objekt-ID: 126441 TKK: 67013                                    | bei Salzstraße 1 Standort KG: Inzing          | Der Florianbrunnen besteht aus einem rechteckigen steinernen Brunnentrog mit IHS-Symbol aus dem 19. Jahrhundert und einer rechteckigen Brunnensäule aus Gussstein, darauf eine Steinplastik des hl. Florian von Helmut Millonig von 1958. | BDA-Hist.: Q37813759 Status: § 2a Stand der BDA-Liste: 2025-06-30 Name: Laufbrunnen GstNr.: 2103                                                                |
| ja    | Datei hochladen | Bauernhaus Adelshofer HERIS-ID: 11531 Objekt-ID: 7632 TKK: 67037                             | Toblaten 4 Standort KG: Inzing                | Das zweigeschoßige, aus Bruchsteinen gemauerte Wohngebäude eines Paarhofes geht im Kern auf das 15. Jahrhundert zurück. Aus dieser Zeit stammt ein gotischer Bauteil mit Keller und darüberliegender Kornkammer. In der ersten Hälfte des 17. Jahrhunderts wurde das Gebäude barock überformt und erhielt, abgesehen von geringfügigen Umbauten im 18. und 19. Jahrhundert, sein heutiges Erscheinungsbild. Die Fenster mit oben gekehlten Laibungen sind großteils original erhalten. An der Fassade befinden sich spätgotische Wandmalereien von 1567 mit dem Bindenschild, dem hl. Christophorus und Christus am Kreuz. Im Inneren haben sich gotische und barocke Baudetails erhalten, darunter eine gotische Holzbalkendecke, eine Kornkammer im Obergeschoß und ein Stichkappengewölbe. Das Haus war der Wohnsitz des Tiroler Kartografen Blasius Hueber. | BDA-Hist.: Q38103959 Status: Bescheid Stand der BDA-Liste: 2025-06-30 Name: Bauernhaus Adelshofer GstNr.: .488                                                  |
| ja    | Datei hochladen | Wegkapelle zu den Vierzehn Nothelfern HERIS-ID: 108818 Objekt-ID: 126350 TKK: 66991seit 2012 | nördlich Toblaten 7 Standort KG: Inzing       | Die offene, fensterlose Kapelle mit weit vorkragendem Satteldach und großer Rundbogenöffnung wurde im 17. Jahrhundert errichtet. Das Innere weist ein schmales tiefes Tonnengewölbe mit Stichkappen und Putzgraten auf. | BDA-Hist.: Q37813614 Status: Bescheid Stand der BDA-Liste: 2025-06-30 Name: Wegkapelle zu den Vierzehn Nothelfern GstNr.: .749                                  |
| ja    | Datei hochladen | Wegkreuz HERIS-ID: 108821 Objekt-ID: 126353 TKK: 66992seit 2012                              | bei Toblaten 7 Standort KG: Inzing            | Das Wegkreuz stammt aus der zweiten Hälfte des 18. Jahrhunderts, der Bretterkasten wurde später erneuert. Es weist einen wohl proportionierten Corpus im Wundmaltypus und einen zweiteiligen Titulus auf. | BDA-Hist.: Q37813638 Status: Bescheid Stand der BDA-Liste: 2025-06-30 Name: Wegkreuz GstNr.: 2286                                                               |